# Hidden Strike
Hidden Strike (conocida como Proyecto Extracción en Hispanoamérica) es una película de comedia de acción de 2023 dirigida y editada por Scott Waugh y escrita por Arash Amel. La película está protagonizada por Jackie Chan, John Cena, Ma Chunrui y Pilou Asbaek.
Hidden Strike se estrenó el 6 de julio de 2023 en los Emiratos Árabes Unidos y varios otros países, y el 28 de julio en los Estados Unidos e internacionalmente a través de Netflix.

## Reparto
- Jackie Chan como "Dragon" Luo Feng
- John Cena como Chris Van Horne
- Pilou Asbaek como Owen Paddock
- Ma Chunrui como Luo Mei
- Amadeus Serafini como Henry Van Horne
- Hany Adel como Capitán Azir
- Laila Ezz EL-Arab como Soraya
- Zhenwei Wang como Xiao Wei
- Gong Jun
- Tim Man como Knox
- Rachael Holoway
- Max Huang
- Hou Minghao como Asistente Ning

## Producción
La película se planeó originalmente como una colaboración entre Jackie Chan y Sylvester Stallone, pero Stallone se retiró y fue reemplazado por John Cena. Se filmó en 2018, con locaciones en China en lugar de Medio Oriente.
La película había sido conocida bajo varios títulos potenciales, incluidos Ex-Baghdad, Project X, Project X-Traction y SNAFU antes de decidirse por Hidden Strike.

## Estreno
El 30 de mayo de 2023 se lanzó un avance de la película.
La película se estrenó en cines el 6 de julio de 2023 en los Emiratos Árabes Unidos y mercados internacionales selectos, y el 28 de julio de 2023 en los Estados Unidos e internacionalmente en Netflix. La película se convirtió en la más vista en Netflix en todo el mundo en su fin de semana de estreno, ubicándose como la película número 1 en los EE. UU. y otros 53 países, sin ninguna promoción de la plataforma.